# Elderoth
Elderoth je kanadská hudební skupina, která vznikla v roce 2007. Roku 2012 vydala své první album s názvem Elderoth. Nyní (prosinec 2013) pracuje na dalším.

## Diskografie

### Studiová alba
- 2012: Elderoth
- 2015: Mystic